# Ettie

Dessin d'Ettie.

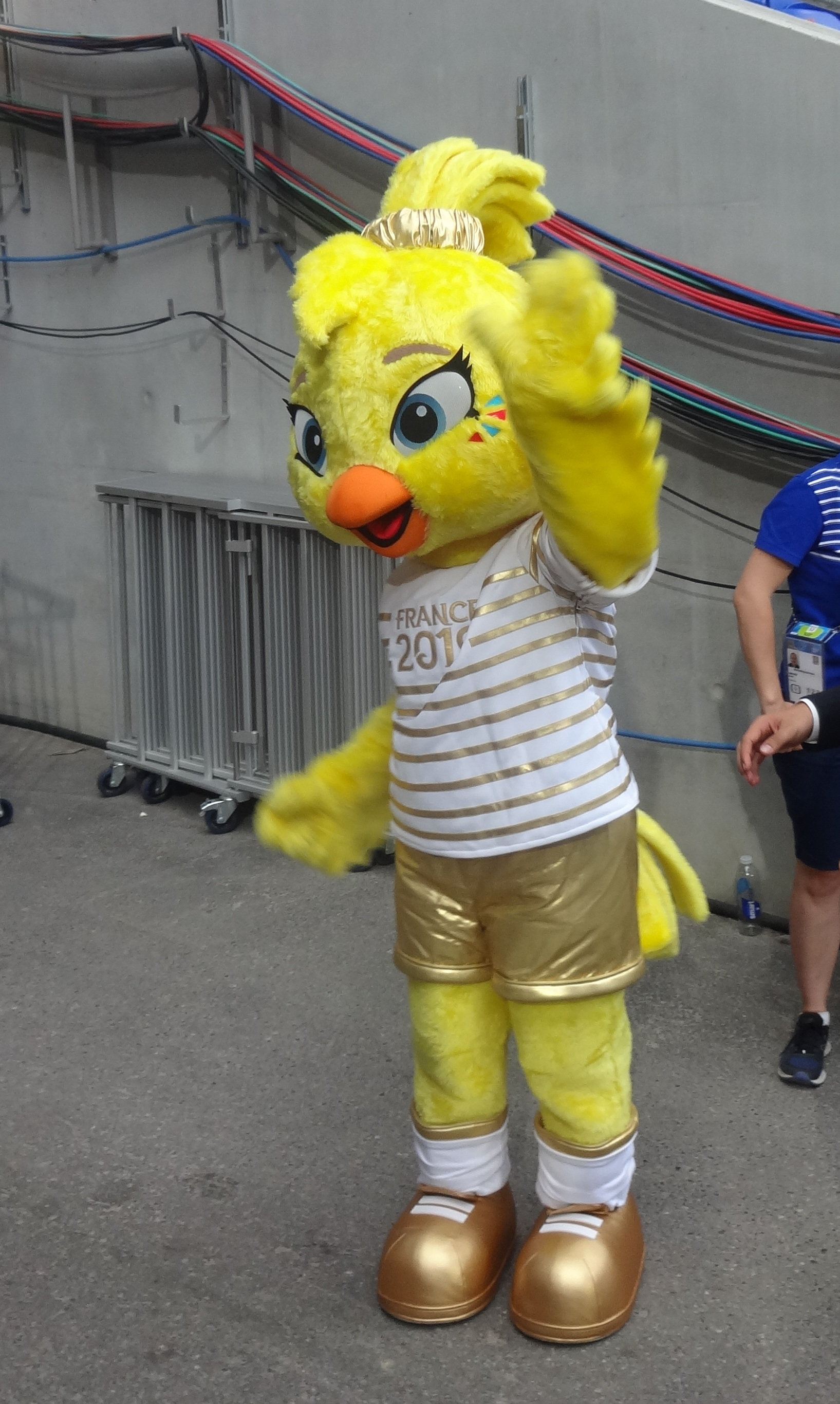
Costume d'Ettie à la finale de la Coupe, le 7 juillet 2019, au Parc Olympique lyonnais.

Ettie est la mascotte de la Coupe du monde féminine de football 2019 qui se déroule en France. Représentant un poussin, elle est la fille de Footix, la mascotte de la Coupe du monde masculine 1998 organisée en France et remportée par l'Équipe de France. 

## Description
Ettie prend la forme d'un poussin représenté de manière anthropomorphe. Elle est jaune avec des taches de rousseur. Elle porte des faux cils et une marinière aux couleurs du drapeau de la France (à l'instar de la tenue de l'équipe de France à l'extérieur).

## Histoire
Ettie est dévoilée au public le 12 mai 2018 : après une invitation sur le plateau de la Matinale du week-end sur LCI, elle est présentée lors d'une conférence de presse au Café de l'Homme, le lounge du Musée de l'Homme, pour des photos devant la tour Eiffel. Sont présentes Brigitte Henriques, vice-présidente de la Fédération française de football, et Sabrina Delannoy, ancienne internationale,.
Le costume d'Ettie est volé au Parc des Princes dans la nuit du 20 au 21 juin 2019, avant d'être rendu.

## Signification
Le choix de cette mascotte par la FIFA est une référence au coq gaulois, qui est un symbole de la France, notamment dans la culture populaire. 
Son nom est un dérivé du mot « étoile », en référence à la première étoile de champion du monde remportée par son père Footix lors de la Coupe du monde masculine 1998 en France. Le communiqué de la FIFA explique, sur le mode humoristique, que Footix, après sa victoire de 1998, avait lancé son étoile très haut dans l'espace intersidéral et qu'elle revient vingt ans après sous la forme de sa fille. Elle illustre le slogan de la compétition : « Le moment de briller ».
Dans la vidéo de présentation, on voit Ettie descendre de l'espace, faire la forme d'un cœur avec ses mains et s'amuser avec un ballon. La vice-présidente de la FFF, Brigitte Henriques, explique qu'« Ettie incarne le sens de l'évolution de notre discipline et la liberté pour [les] jeune[s] fille[s] de pouvoir jouer au football, ce qui n'était pas forcément le cas en 98 ».

## Critique
Jean Williams (en), professeur britannique spécialisée dans l'histoire des femmes et l'histoire du sport, reproche à Ettie son esthétique exploitant les stéréotypes de la féminité : elle est frêle, douce, a des taches de rousseur et porte des faux cils. De plus, Ettie est associée au slogan « Le moment de briller » (en anglais « Dare to Shine », litt. « Osez briller »), dans lequel Williams voit un moyen de suggérer que la sous-représentation du football féminin n'est dû qu'à la timidité féminine, sans tenir compte des discriminations systémiques.